# Castillo de Seda
Las murallas de Seda, comúnmente conocidas como Castillo de Seda, en el Alentejo, están situadas en la ciudad y la parroquia de Seda, municipio de Alter do Chão, del distrito de Portalegre, Portugal.
El monumento está indebidamente designado como un castillo, ya que consiste en los restos de una sección de la valla urbana, que caracteriza a Seda como un asentamiento fortificado.

## Antecedentes
El primitivo asentamiento humano de esta región se remonta a la prehistoria, de la que dan testimonio alrededor de una docena y media de dólmenes identificados allí. La presencia romana en la región está atestiguada por el puente de Vila Formosa, construido entre los  siglos I y II, y los hitos de una carretera.
Algunos autores admiten que la primitiva fortificación del asentamiento se remonta a un  castro de los lusitanos, ocupado por tropas romanas que habrían erigido una fortificación en él, lo cual no está probado.

## El castillo medieval
En el contexto de la  reconquista cristiana de la península ibérica, la región fue conquistada por las fuerzas de  Afonso Henriques (1185-1211), en 1160, y fue donada por el soberano a los Caballeros de la  Orden de los Templarios, que le habían ayudado en la empresa. Se remonta a ese momento el comienzo de la primitiva valla del pueblo.
Bajo el reinado de  Afonso III (1248-1279), la Seda fue entregada a los Caballeros de la Orden de Avis (1271), en la persona de su Maestro, Fray Fernão Soeiro, que le concedió un  fuero.
 Juan I (1385-1433) le concedió un fuero (30 de octubre de 1427), convirtiéndola en una ciudad, privilegio renovado en la época de Manuel I (1495-1521), que le concedió el Nuevo Fuero (1 de octubre de 1510). Su importancia queda atestiguada por el hecho de que en 1527 pasó a ser la sede del Consejo, bajo la jurisdicción de la Orden de Avis, privilegio que se extinguió en 1836.

## En la actualidad
Una sección de la muralla medieval, reforzada por cubos, en un estado de conservación precario, ha llegado hasta nuestros días. Estos vestigios están clasificados como «Propiedad de Interés Público» por Decreto publicado el 26 de febrero de 1982.

## Características
El conjunto consistía en una valla urbana de la que todavía quedan tramos de muro en mampostería de esquisto en hilera, mortero de cal, sin almenas, uniendo tres cubos de planta circular, y los restos de una habitación. Estos restos se encuentran entre los jardines y patios traseros de las casas del lado este de la calle del Castillo y en una abrupta pendiente que ya es una propiedad agrícola prácticamente intacta.